# Geoff Butler
Geoff Butler, diminutivo di Geoffrey Butler (Middlesbrough, 26 settembre 1946) è un ex calciatore inglese, di ruolo difensore.

## Carriera

### Giocatore
Butler esordisce tra i professionisti nella stagione 1965-1966, all'età di 19 anni, con il Middlesbrough, club della sua città natale, militante nella seconda divisione inglese; gioca nel Boro anche nella stagione 1966-1967, trascorsa in terza divisione dopo la retrocessione della stagione precedente. Nell'estate del 1967, dopo complessive 55 presenze e 2 reti in incontri di campionato, viene ceduto al Chelsea, in prima divisione; qui gioca 9 partite nei primi mesi della stagione per poi passare a campionato iniziato al Sunderland, con cui gioca ulteriori 2 partite sempre nel medesimo torneo. Rimane quindi ai Black Cats anche nella stagione 1968-1969, durante la quale gioca una partita in prima divisione.
Nella stagione 1971-1972 vince con i suoi il campionato cadetto, ottenendo la promozione in massima serie. Nel 1973 raggiunse la finale della Football League Cup, persa contro il Tottenham.
Con i suoi retrocede al termine della First Division 1973-1974, ottenendo però l'immediato ritorno in massima serie grazie al terzo posto ottenuto nella Second Division 1974-1975. Nella stessa stagione raggiunge la finale della Football League Cup 1974-1975, persa contro l'Aston Villa.
Durante la sua militanza con il Norwich City milita nel 1974 e 1975, in prestito, nella NASL ai Baltimore Comets, ottenendo come miglior risultato il raggiungimento dei quarti di finale nella North American Soccer League 1974.
Nel marzo 1976 passa al Bournemouth, club di Fourth Division, restandovi sino al 1981, per un totale di 119 presenze ed un gol in incontri di campionato con la maglia delle Cherries. 
Nel 1981 passa al Peterborough Utd, sempre nella quarta divisione inglese. Successivamente diviene allenatore giocatore del Salisbury City.
Nel 1992 si è scoperto che il connazionale Jeff Butler falsificò il suo curriculum, spacciando per sua la carriera sportiva di Geoff, ingannando anche i dirigenti della SAFA che lo assunsero come commissario tecnico della nazionale di calcio del Sudafrica. L'inganno venne in breve scoperto e Jeff Butler licenziato.

### Allenatore
Butler ha iniziato ad allenare nel 1983, andando a sedere sulla panchina dei semiprofessionisti del Salisbury City, militanti nella Southern Division della Southern Football League; al termine della stagione 1985-1986 ha conquistato una promozione in Southern Football League, seguita da un'immediata retrocessione. Ha poi conquistato una nuova promozione anni dopo, al termine della stagione 1994-1995, per rimanere nella categoria superiore (che era la sesta divisione inglese) fino al 2000 quando, dopo diciassette stagioni alla guida del Salisbury City, ha lasciato il club. Dal maggio 2002 al maggio 2003 fu allenatore dei semiprofessionisti del Weymouth, in Southern Football League.

## Palmarès

### Giocatore

#### Competizioni nazionali
- Campionato inglese di seconda divisione: 1

Norwich City: 1971-1972

### Allenatore

#### Competizioni regionali
- Southern Football League Southern Division: 1

Salisbury City: 1994-1995
- Wiltshire Premier Shield: 2

Salisbury City: 1995-1996, 1998-1999